# Квебекский симфонический оркестр
Квебекский симфонический оркестр (фр. Orchestre symphonique de Québec) — канадский симфонический оркестр, базирующийся в городе Квебек.
Основан в 1902 г. Среди заметных страниц в истории оркестра — работа над балетом Сергея Прокофьева «Ромео и Джульетта» под руководством Серджиу Челибидаке и цикл симфоний Густава Малера под руководством Йоава Тальми, который был начат в 1996 г. и завершился в 2008 г. грандиозным исполнением Восьмой симфонии, приуроченным к 400-летию города.

## Музыкальные руководители
- Жозеф Везина (1902—1924)
- Роберт Толбот (1924—1942)
- Эдвин Беланже (1942—1951)
- Вильфрид Пеллетье (1951—1966)
- Франсуа Бернье (1966—1968)
- Пьер Дерво (1968—1975)
- Джеймс Де Прист (1976—1983)
- Саймон Стритфилд (1983—1991)
- Паскаль Верро (1991—1998)
- Йоав Тальми (1998—2011)
- Фабьен Габель (с 2012)